# ایستگاه متروی چهل و پنج متری گلشهر
ایستگاه متروی چهل و پنج متری گلشهر (شهید شمس) یکی از ایستگاه‌های خط ۲ متروی کرج می‌باشد. این ایستگاه در در تقاطع بلوار ۴۵ متری گلشهر و خیابان بهشتی در غرب کلانشهر کرج واقع شده‌است. این ایستگاه در ۸ اسفند سال ۱۴۰۱ افتتاح شد.
این ایستگاه به همراه ایستگاه متروی آیت الله طالقانی اولین ایستگاه‌های مترو در کرج می‌باشند که بعد از ۱۹ سال عملیات عمرانی افتتاح شدند.

## ساعات حرکت
حرکت قطار ها از ایستگاه متروی چهل و پنج متری گلشهر به ایستگاه متروی آیت الله طالقانی به شرح زیر می‌باشد.
شنبه ها = تعطیل است
یکشنبه ها = ساعت ۱۱ ، ساعت ۱۱:۴۰ ، ساعت ۱۲:۲۰
دوشنبه ها = تعطیل است
سه‌شنبه ها = ساعت ۱۱ ، ساعت ۱۱:۴۰ ، ساعت ۱۲:۲۰
چهارشنبه ها = تعطیل است 
پنجشنبه ها = ساعت ۱۱ ، ساعت ۱۱:۴۰ ، ساعت ۱۲:۲۰
جمعه ها = تعطیل است
توجه این برنامه تا پایان بهمن ۱۴۰۲ اعتبار دارد.

## نقشه خطوط متروی کرج
نقشه ی خطوط مترو کرج
ساعات حرکت قطارها در خط ۲ متروی کرج